# El Espectador
El Espectador (deutsch Der Betrachter) ist eine kolumbianische überregionale Tageszeitung, die am 22. März 1887 in Medellín von Fidel Cano Gutiérrez gegründet wurde. Sie vertritt den Liberalismus und ist die traditionsreichste und älteste Zeitung in Kolumbien und hat ihren Hauptsitz seit 1915 in Bogotá. Eigentümer ist die Grupo Valorem.
Der El Espectador nahm im Laufe seiner frühen Geschichte meist eine kritische Haltung zur herrschenden Klasse ein und wurde auch durch die Zensur mehrere Male zwangsweise geschlossen. Später war es die Mafia des Drogenhandels, allen voran Pablo Escobar, der das kritische Blatt mundtot machen wollte. Am 17. Dezember 1986 wurde der damalige Direktor von El Espectador, Guillermo Cano Isaza, vor dem Zeitungsgebäude von bezahlten Auftragsmördern erschossen. Die Zeitung hatte kurz zuvor eine Reihe von kritischen Artikeln über die kolumbianischen Drogenbarone veröffentlicht. Am 2. September 1989 explodierte eine Bombe vor dem Foyer der Redaktion und riss das halbe Gebäude weg. Auftraggeber war erneut das Medellín-Kartell.
Im Jahre 2001 musste die Zeitung aufgrund einer Finanzkrise auf eine wöchentliche Erscheinungsweise umgestellt werden. Seit dem 11. Mai 2008 erscheint El Espectador wieder täglich, jetzt im Tabloid-Format. Zwischen 2010 und 2019 hat die Zeitung 34,02 % seines Publikums (audiencia) verloren.
El Espectador ist heute nach El Tiempo die zweitgrößte Tageszeitung Kolumbiens mit einer Wochentagesauflage von gut 18.000 und einer Wochenendauflage von 42.000 Exemplaren. El Espectador war das erste Kommunikationsmedium in Kolumbien, das seine Inhalte durch die Implementierung digitaler Abonnements kommerzialisierte.
Seit 1960 organisiert die Zeitung jährlich die Wahl zu Kolumbiens Sportler des Jahres.
Der Literaturnobelpreisträger Gabriel García Márquez arbeitete von 1954 bis 1955 bei El Espectador.